# Besalú (kommun)
Besalú är en kommun i Spanien.   Den ligger i provinsen Província de Girona och regionen Katalonien, i den östra delen av landet, 600 km öster om huvudstaden Madrid. Antalet invånare är 2 427. Arean är 4,9 kvadratkilometer. Besalú gränsar till Beuda och Sant Ferriol. 
Terrängen i Besalú är platt åt nordost, men åt sydväst är den kuperad.